# Carles Cortés i Martínez
Carles Cortés i Martínez   (Tarragona, agost 1975) és un periodista esportiu català que s'ha especialitzat en comunicació del fet casteller, ja sigui per mitjà de la presentació de programes de televisió com Dosos amunt o a través de la retransmissió en directe de les principals diades castelleres.